# Solveig Müller
Solveig Müller (* 19. Juni 1942 in Königsberg, Ostpreußen) ist eine deutsche Schauspielerin.

## Leben
Müller wurde bereits im Alter von sechs Jahren von dem Schauspieler und Regisseur Alfons Mühlhofer entdeckt; sie spielte daraufhin Kinderrollen am Staatstheater Dresden. Von 1958 bis 1961 gehörte sie zum Pantomimenensemble von Eberhard Kube. Müller nahm privaten Schauspielunterricht am Schauspielstudio Ingeborg Schade und legte 1964 in Ost-Berlin die Staatliche Bühnenreifeprüfung ab.
Seit 1962 war Müller beim Deutschen Fernsehfunk tätig, zunächst als Ansagerin, Sprecherin, Puppenspielerin, später dann auch als Darstellerin in Kinderfilmen und Jugendfilmen. Sie arbeitete unter anderem als Vorleserin beim „Abendgruß“ von Unser Sandmännchen.
Seit 1971 gehörte Müller zum Schauspielerensemble des Fernsehens der DDR. Müller zeichnete zahlreiche Porträts unterschiedlicher, oft ganz gegensätzlicher Frauengestalten. Eine eindrucksvolle schauspielerische Leistung gelang ihr als fälschlich des Kindermordes beschuldigte Kindsmutter Anna Hallbauer in dem historischen Kriminalfilm Der Sandener Kindermordprozeß (1974). In dem DDR-Märchenfilm Die zertanzten Schuhe (1977) war sie eine von den sieben Prinzessinnen und Königstöchtern.
Im DDR-Fernsehen war sie in Episodenrollen auch in den Krimiserien Polizeiruf 110 und Der Staatsanwalt hat das Wort zu sehen, so unter anderem als Glasgestalterin Veronika Kranz in der Staatsanwalt-Episode Versuchung (1984), als Patientin Frau Wallmeier in der Staatsanwalt-Folge Noch nicht zu Hause (1989), als Dr. Fröhlich (Ärztin der Entbindungsstation) in der Polizeiruf-Episode Eine unruhige Nacht (1988), als Speditionsinhaberin Erika Lorenz in der Polizeiruf-Episode Der Fund, als Ehefrau Doris Paulsen in der Polizeiruf-Episode Katharina (1989), als Kindergärtnerin Marianne Teterow in der Polizeiruf-Episode Tod durch elektrischen Strom (1990) und als Mutter in der Polizeiruf-Episode Zerstörte Hoffnung (1991).
Nach Mensch, Oma! (1984) und Zahn um Zahn (1985–88) hatte sie kurz vor der Wende 1989/90 eine weitere durchgehende Serienrolle als Christa in der DDR-Serie Spreewaldfamilie über eine sorbische Großfamilie. Müller spielte die Ehefrau eines Enkels des weiblichen Familienoberhauptes Anna Lutki.
Mit literarisch-musikalischen Programmen trat Müller auch im Berliner Friedrichstadtpalast auf.
Nach der Wende arbeitete Müller weiterhin schwerpunktmäßig für das Fernsehen, insbesondere war sie in zahlreichen Fernsehserien zu sehen. Müller übernahm hierbei in der Regel Episodenhauptrollen und auch Gastrollen. So war sie in Episodenrollen unter anderem in den Fernsehserien Schwarz-Rot-Gold, Max Wolkenstein, Ein Mord für Quandt, Tatort und Unser Charly.
2009 spielte sie in der ARD-Krankenhausserie In aller Freundschaft die Rolle der Patientin und Ehefrau Gerda Freitag, die den Chefarzt nach einer missglückten Operation ihres Mannes verklagen will.
Nach der Wende nahm Müller zudem ein Studium der Psychotherapie auf; sie arbeitete als Kunst- und Gestaltungstherapeutin in Berlin-Buch.

## Filmografie (Auswahl)
- 1962: Geboren unter schwarzem Himmel (Fernsehfilm)
- 1963: Einer, der auszog, das Gruseln zu lernen (Fernsehfilm)
- 1971: Polizeiruf 110: Der Fall Lisa Murnau (Fernsehreihe)
- 1972: Polizeiruf 110: Minuten zu spät (Fernsehreihe)
- 1973: Die Pariserin (Fernsehfilm)
- 1973: Eva und Adam oder Drum prüfe! (Fernsehfilm, 4. Teil)
- 1974: Der Sandener Kindermordprozeß (Fernsehfilm)
- 1974: Die Ostsee ruft (Fernsehen; Bühnenschwank)
- 1975: Mein lieber Kokoschinsky
- 1976: Aschenbrödel (Fernsehfilm)
- 1976: Der Weg ins Nichts (Fernsehfilm)
- 1977: Die zertanzten Schuhe (Fernsehfilm)
- 1977: Das unsichtbare Visier (Fernsehserie)
- 1978: Hiev up
- 1979: Rentner haben niemals Zeit (Fernsehserie. Folge: Der Schandfleck)
- 1980: Oben geblieben ist noch keiner (Fernsehfilm)
- 1981: Bürgschaft für ein Jahr
- 1983: Unser bester Mann (Fernsehfilm)
- 1983: Frühstück im Bett (Fernsehfilm)
- 1984: Mensch, Oma! (Fernsehserie)
- 1984: Der Staatsanwalt hat das Wort: Versuchung (Fernsehreihe)
- 1985: Suche Mann für meine Mutter (Fernsehfilm)
- 1985–1988: Zahn um Zahn (Fernsehserie)
- 1987: Polizeiruf 110: Der Tote zahlt (Fernsehreihe)
- 1987: Fridolin (Fernsehserie)
- 1988: Polizeiruf 110: Eine unruhige Nacht (Fernsehreihe)
- 1989: Polizeiruf 110: Der Fund (Fernsehreihe)
- 1989: Polizeiruf 110: Katharina (Fernsehreihe)
- 1989: Der Staatsanwalt hat das Wort: Noch nicht zu Hause (Fernsehreihe)
- 1989: Die gläserne Fackel (Fernsehserie)
- 1990: Flugstaffel Meinecke (Fernsehserie)
- 1990–1991: Spreewaldfamilie (Fernsehserie)
- 1990: Polizeiruf 110: Tod durch elektrischen Strom (Fernsehreihe)
- 1991: Polizeiruf 110: Zerstörte Hoffnung (Fernsehreihe)
- 1991: Feuerwache 09 (Fernsehserie)
- 1992: Dornberger (Fernsehfilm)
- 1993: Schwarz-Rot-Gold (Fernsehserie, Folge: Der Rubel rollt)
- 1994: Liebling Kreuzberg (Fernsehserie)
- 1995: Tatort (Fernsehserie, Folge: Bomben für Ehrlicher)
- 1996: Ein Biest mit Silberblick (Fernsehfilm)
- 1996: Max Wolkenstein (Fernsehserie, Folge: Die Rabenmutter)
- 1997: Ein Mord für Quandt (Fernsehserie, Folge: Der Prinzgemahl)
- 2003: Tatort (Fernsehserie, Folge: Rosenholz)
- 2003: Unser Charly (Fernsehserie, Folge: Charly sieht alles)
- 2004: Folgeschäden (Fernsehfilm)
- 2009: In aller Freundschaft (Fernsehserie, Folge: Schuld)
- 2011: Im falschen Leben (Fernsehfilm)

## Hörspiele
- 1994: Peter Mohr: Zur letzten Instanz (Ärztin) – Regie: Holger Rink (Hörspiel – ORB)